# Vaksala härad

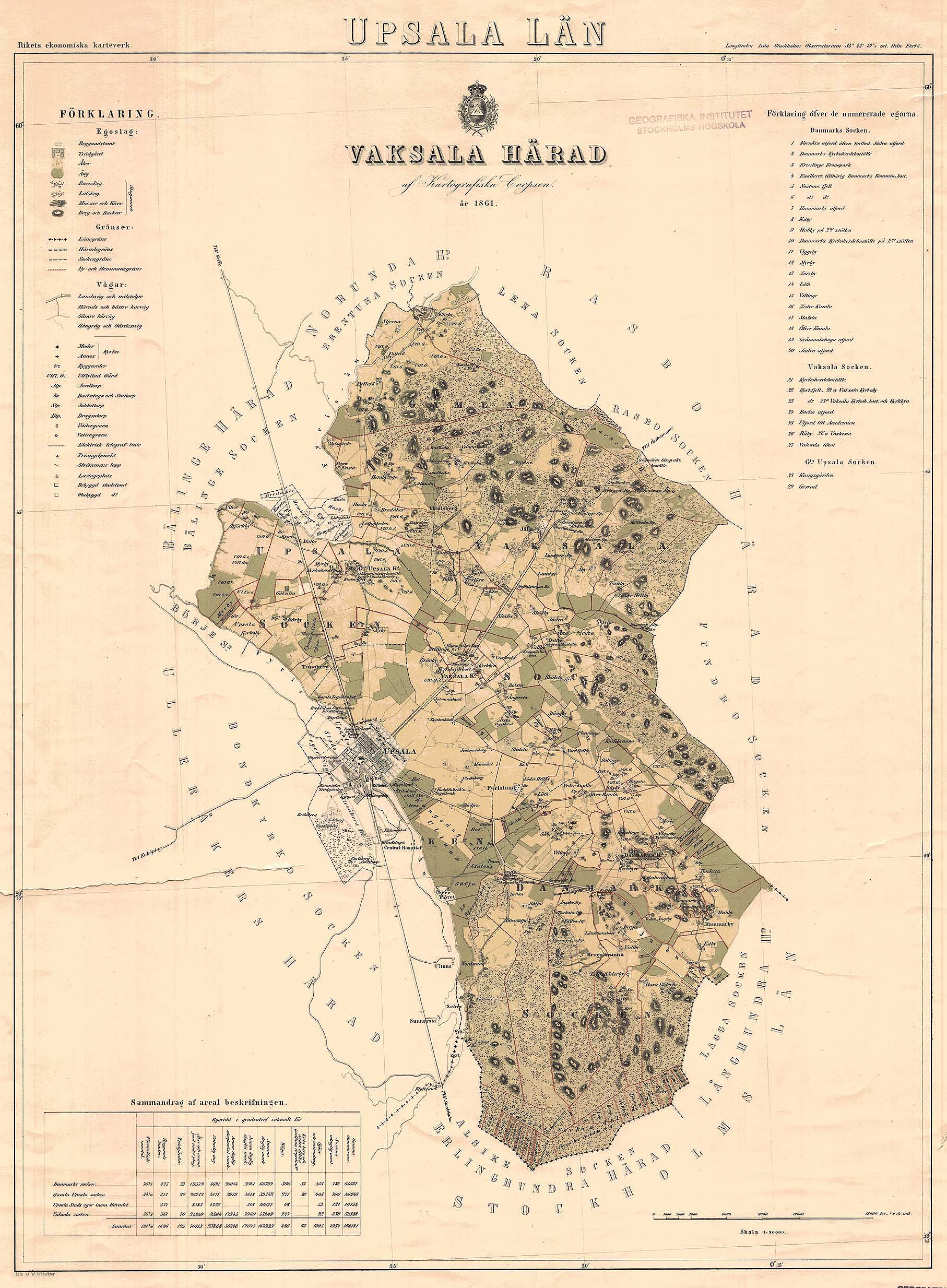
Vaksala härad år 1861.

Vaksala härad var ett härad i mellersta Uppland. Området är idag en del av Uppsala kommun i Uppsala län. Den totala arealen mätte knappt 137 km² och befolkningen uppgick år 1919 till 3 816 invånare. Tingsplatsen var i Uppsala vid Salagatan.

## Geografi
Vaksala härad var beläget öster och sydost om Fyrisåns nedre lopp. Området bestod nästan uteslutande av öppna skoglösa slättbygder - delar av Uppsalaslätten - med spridda kullar eller skogsbackar framförallt längst i norr och längst i söder. I söder korsas häradet av Sävjaån som mynnar i Fyrisån. I sydost gränsade häradet mot Långhundra och Ärlinghundra härader, i öster mot Rasbo härad, i norr och nordväst mot Norunda och Bälinge härader och i väst mot Ulleråkers härad.
Häradet låg direkt öster om Uppsala stad och en del av häradet är idag en del av tätorten Uppsala. Den största tätorten i övrigt är Sävja (räknas idag som sydöstra Uppsala stad) belägen 6 km söder om centrala Uppsala.

### Socknar
Vaksala härad omfattade tre socknar.
- Gamla Uppsala, uppgick 1947 i Uppsala stad
- Vaksala
- Danmark

Uppsala stad hade egen jurisdiktion, rådhusrätt.

## Historia
Vaksala härad var en del av det medeltida uppländska folklandet Tiundaland, vars centrum och tingsplats för folklandstinget var beläget inom häradets gränser, nämligen i Gamla Uppsala. Namnet, som vid 1100-talets slut skrevs (de) Waxalle, har en omstridd betydelse. Efterledet -alle kommer av det fornsvenska ordet -hald med betydelsen sluttning, men böjningen har troligtvis påverkats av namnet Uppsala. En teori är att förledet Wax- skulle komma av det fornsvenska ordet *vax 'frodigt växande' och som alltså hänger samman med verbet växa. Häradets tingsplats var belägen i Uppsala vilket alltså låg utanför häradets gränser.
Trakten kring Gamla och Nya Uppsala är bland historiskt sett mest betydelsefulla bygderna i Sverige. Platsen utgjorde centrum för hela den lokala maktstrukturen i Svealand från äldre järnåldern och framåt. Vid Gamla Uppsala möttes de många vattenlederna som under förhistorisk tid skar igenom Uppland, däribland Långhundraleden och Fyrisån, Mälaren och den uråldriga vägen som följde Stockholms- och Uppsalaåsen. Platsen låg alltså lättillgängligt till från hela Uppland, Västmanland och Södermanland, det vill säga hela kärnlandet i Svithiod. Platsen var ett centrum för den förkristna asatron och här hölls det årliga blotet och ett hednatempel - Uppsala tempel - har enligt legenden funnits på platsen. Här finns också de tre kungshögarna Uppsala högar som enligt myten innehåller gravarna för Tor, Oden och Frej, men som med största säkerhet tillhör tidiga kungar eller stormän från 500- och 600-talet. I takt med kristendomens införande i Sverige försökte kyrkan ta udden av Gamla Uppsala som ett centrum för asatron, vilket började med flytten av biskopsstolen från Sigtuna till Gamla Uppsala, vilket år 1164 följde ärkebiskopssätet. Den dåvarande domkyrkan - Gamla Uppsala kyrka - ska ha börjat uppföras på platsen för hednatemplet efter år 1087.
Då Gamla Uppsala kyrka brunnit valde man år 1273 att flytta domkyrkan till hamnstaden Östra Aros, som låg på den plats där Fyrisån mynnade i Mälaren (jmfr Västra Aros) söder om Gamla Uppsala. Relikerna av Sankt Erik fördes då (den 24 januari, som sedan i många århundraden i almanackan fick benämningen Ericus Translatus [Eriks bens överflyttning] efter denna händelse) från Gamla Uppsala till den nya domen. Namnet Uppsala flyttade därmed också och staden kom att byta namn. Den nya domkyrkan - Uppsala domkyrka - hade kanske redan då börjat byggas. Platsen för kyrkan hade sedan tidigare varit aktuell, då det var på denna plats den blivande Erik den helige - Sveriges skyddshelgon - blev bragd om livet omkring år 1160. Den nya domkyrkan, som var och är en av Norra Europas största kyrkor, stod inte klar förrän år 1435.
Vaksala kyrka uppfördes redan under 1100-talet och är alltså äldre än Uppsala domkyrka och ärkestiftet som sådant. Sitt nuvarande utseende fick dock kyrkan först på 1300-talet. Häradets tredje sockenkyrka - Danmarks kyrka - omnämns första gången år 1291 men dess äldsta delar är från 1300-talet. Här finns även spår av målningar av Albertus Pictor. I Danmarks socken ligger även den gård som går under namnet Linnés Hammarby. Carl von Linné lät här bygga ut gården, och i anslutning till denna uppföra ett museum i sten i vilket han lät förvara sina samlingar.

## Län, fögderier, domsagor, tingslag och tingsrätter
Häradet har från 1634 hört till Uppsala län. Församlingarna i häradet tillhör(de) Uppsala stift.
Häradets socknar hörde till följande fögderier:
- 1720–1878 Uppsala läns Fjärde fögderi
- 1879–1885 Uppsala läns Tredje fögderi
- 1886–1917 Uppsala läns mellersta fögderi
- 1918–1966 Tiunda fögderi
- 1967–1990 Uppsala fögderi

Häradets socknar tillhörde följande domsagor, tingslag och tingsrätter:
- 1680–1903 Vaksala tingslag i 
  - 1680–1689 Bälinge, Vaksala, Rasbo, Ulleråker, Hagunda, Norunda och Örbyhus häraders domsaga
  - 1689–1714 Bälinge, Vaksala, Rasbo, Norunda och Örbyhus häraders domsaga
  - 1715–1852 Hagunda, Lagunda, Bälinge, Vaksala, Rasbo, Ulleråkers domsaga kallad Uppsala läns mellersta domsaga
  - 1853–1903 Uppsala läns mellersta domsaga
- 1904–1970 Tiunda tingslag i Uppsala läns mellersta domsaga till 1927, Uppsala läns södra domsaga därefter

- 1971– Uppsala tingsrätt och dess domsaga

### Webbkällor
- Upplands vårdkasar, 2009-03-15, kl. 01:02
- Nationella arkivdatabasen för uppgifter om fögderier, domsagor, tingslag och tingsrätter